# Dhahran
Dhahran (in arabo  الظهران‎?, aẓ-Ẓahrān) è una città della costa Est dell'Arabia Saudita, appartenente alla mega-corporazione del petrolio Saudi Aramco, azienda con la più alta capitalizzazione al mondo, stimata 2 trilioni di $. Dhahran è una delle principali città ove risiedono i professionisti stranieri che soggiornano nello stato, in particolare scienziati, geofisici e soprattutto ricercatori di giacimenti di petrolio.